# Nikon D70s
Nikon D70s — цифровий дзеркальний фотоапарат початкового рівня компанії Nikon, представлений 20 квітня 2005 року. У цілому камера аналогічна Nikon D70, однак має низку відмінностей. У модельному ряду Nikon, знаходиться між D70 і D80.

## Відмінності відNikon D70
- Збільшений до двох дюймів TFT-дисплей;
- Нова, більш ємна батарея EN-EL3a;
- Збільшений до 20 ° (18 ° у D70) кут охоплення вбудованого спалаху;
- Оновлене вбудоване програмне забезпечення, що містить у собі нове меню і поліпшену підтримку принтерів, а також дозволяє збільшити швидкість автоматичного фокусування.